# Papyrus 88
Papyrus 88 (nach Gregory-Aland mit Sigel {\displaystyle {\mathfrak {P}}}88 bezeichnet) ist eine frühe griechische Abschrift des Neuen Testaments. Dieses Papyrusmanuskript enthält Teile des Markusevangeliums. Erhalten geblieben sind die Verse 2,1–26. Mittels Paläographie wurde es auf das 4. Jahrhundert datiert.
Der griechische Text des Kodex ist gemischt. Aland ordnete ihn in Kategorie III ein.
Die Handschrift wird im Università Cattolica del Sacro Cuore (P. Med. Inv. no. 69.24) in Mailand aufbewahrt.